# Giovanni Battista Ramusio
Giovanni Battista Ramusio (Treviso, 20 luglio 1485 – Padova, 10 luglio 1557) è stato un diplomatico, geografo e umanista italiano della Repubblica di Venezia.

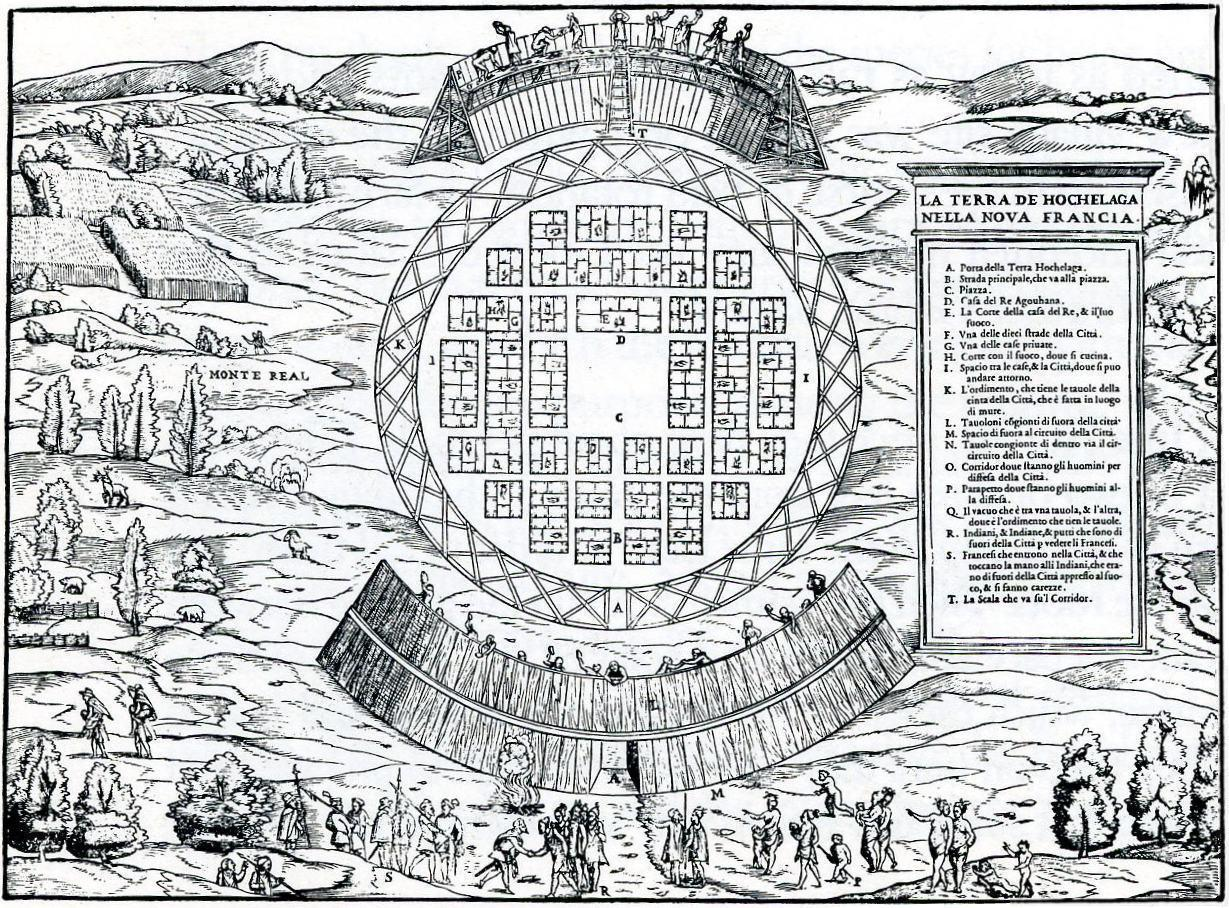
Pianta La Terra De Hochelaga Nella Nova Francia, con a sinistra, il Monte Real, disegnata da Giacomo Gastaldi, illustrazione del libro Delle Navigationi et Viaggi.

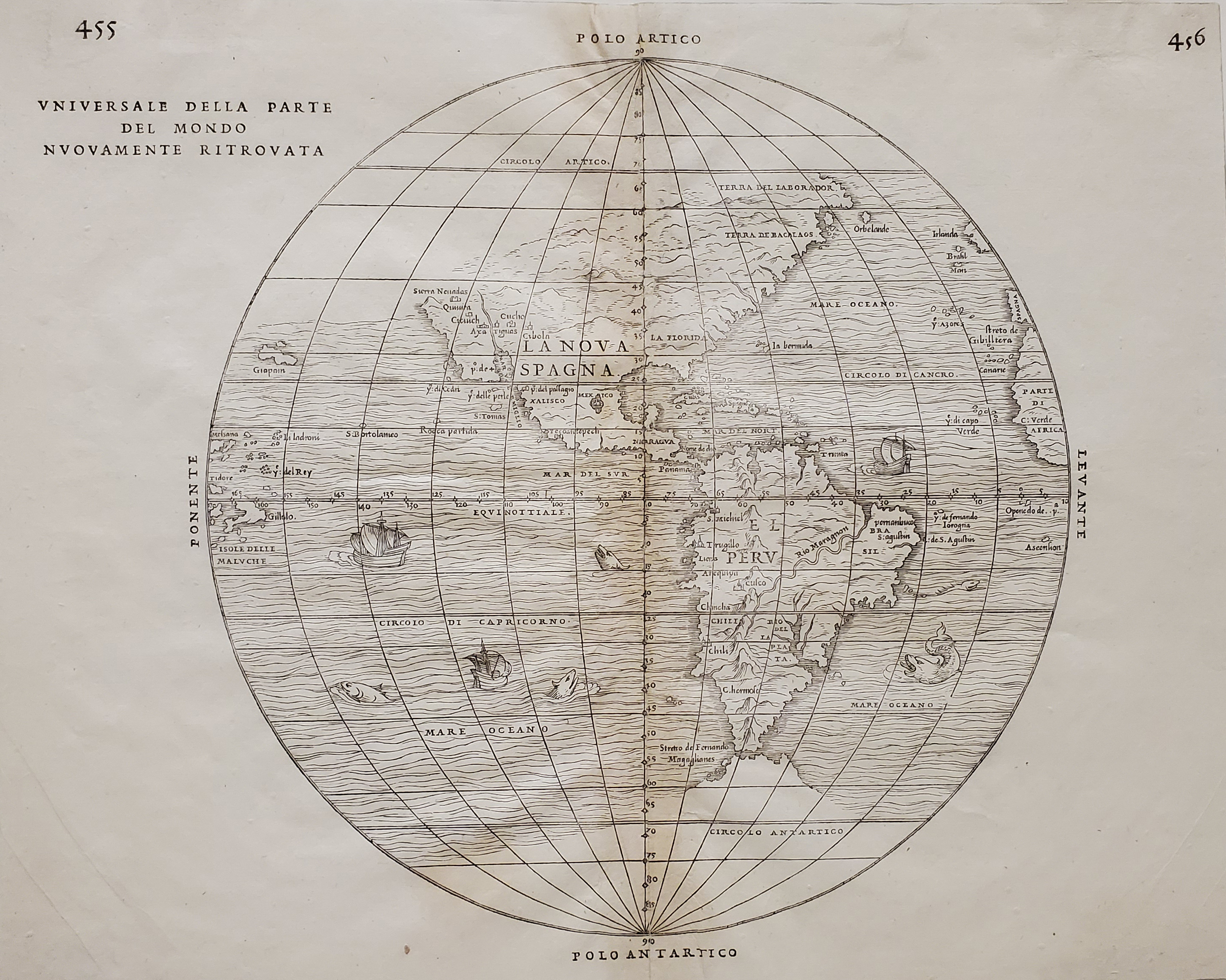
Universale della Parte del Mondo Novamente Ritrovata, 1556, Ramusio & Gastaldi

Fu l'autore del primo trattato geografico dell'età moderna.

## Biografia
Figlio del trevigiano Paolo Ramusio, magistrato della Repubblica di Venezia, fu discepolo del filosofo e umanista Pietro Pomponazzi, fece parte dell'Accademia Aldina collaborando con il suo fondatore, il famoso umanista e stampatore Aldo Manuzio, per il quale curò le edizioni aldine di Quintiliano 1514 e della Terza deca di Tito Livio 1519.
Scambiò fitte corrispondenze con eminenti personalità del suo tempo, quali il letterato Pietro Bembo e il medico Girolamo Fracastoro.
Appena trentenne divenne cancelliere della Repubblica di Venezia e fu intimo collaboratore del Doge Alvise Mocenigo; dal 1516 fu segretario del Senato, e poi dal 1553 divenne uno dei quattro segretari del Consiglio dei Dieci.
Raffinato amministratore, conoscitore profondo di parecchie lingue, fu in contatto con numerosi ambasciatori della Serenissima presso diverse corti europee. Resta famosa la sua permanenza presso la corte del re francese Luigi XII (1505-1507) durante la quale si interessò molto alle esplorazioni francesi nell'America settentrionale. In quegli anni la Repubblica di Venezia era desiderosa di saperne di più sulla via marittima delle Americhe, che vedeva come un nuovo sbocco per i suoi commerci, messi in pericolo dall'avanzare degli ottomani nel Mediterraneo.
Tramite le sue amicizie diplomatiche, riuscì ad ottenere sollecitamente i resoconti dei viaggi dell'esploratore bretone Jacques Cartier, inviato dal re Francesco I nel Canada, allora "Nuova Francia". La sua grande abilità nel tracciare mappe gli consentì, sulla sola scorta della descrizione di Cartier, di far comporre da Giacomo Gastaldi la mappa della "Terra di Hochelaga" (terra dei castori), che rappresenta con molta verosimiglianza il territorio della colonia di Ville-Marie, l'attuale Montréal.
Il Doge gli richiedeva mappe dettagliate di tutti i nuovi porti commerciali e si fece dipingere da lui, negli appartamenti di Palazzo Ducale, una carta geografica con tutti i porti del Mediterraneo.
La sua opera più importante, alla quale è legata la sua fama letteraria, è il monumentale trattato dal titolo Delle navigationi et viaggi, il primo trattato geografico dell'età moderna, pubblicato fra il 1550 e il 1606, che riunisce più di cinquanta memoriali di viaggi e di esplorazioni dall'antichità classica fino al XVI secolo, da Marco Polo a Vespucci, alle grandi esplorazioni africane. La pubblicazione di questo trattato subì varie vicissitudini, poiché il primo volume fu stampato nel 1550, il terzo volume fu stampato nel 1556, e il secondo volume, il cui manoscritto era andato distrutto in un incendio, fu stampato postumo nel 1559, due anni dopo la morte di Ramusio.
L'idea di comporre questo trattato risale sicuramente al periodo in cui Ramusio ebbe l'incarico di prendere contatti con il navigatore Sebastiano Caboto, figlio di Giovanni Caboto, per convincerlo a mettersi al servizio della Serenissima. Ramusio, pur non avendo viaggiato personalmente nei paesi che descrisse, riuscì a darne una descrizione molto precisa e veritiera, perché si tenne in contatto con molti viaggiatori ed esploratori e poté consultarne i resoconti di viaggio. Con la sua opera, fu l'antesignano di tutta una vastissima produzione letteraria geografica, fra cui, subito dopo di lui, spiccano le opere di Richard Hakluyt.

## Opere
- Delle navigationi et viaggi (1550-1606)